# Эскадренные миноносцы типа «Акацуки» (1901)
Эскадренные миноносцы типа «Акацуки» (яп. 暁型駆逐艦 Акацукигата кутикукан) — тип японских эскадренных миноносцев.
Являлись развитием эсминцев типа «Икадзути».

## Строительство
ВМФ Японии заказал постройку двух кораблей этого типа британской судостроительной компании «Ярроу» в 1898 году, в рамках кораблестроительной программы 1896 года. Техническое задание было аналогичным предыдущему проекту, но предусматривало увеличение максимальной скорости до 31 узла.
В результате эсминцы типа «Акацуки» повторяли тип «Икадзути», отличаясь лишь более мощной силовой установкой — 6500 л. с. против 6000.
На ходовых испытаниях 20 ноября 1901 года «Акацуки» развил 31,121 узла (при мощности силовой установки в 6450 л. с.), «Касуми» же 29 января 1902 года развил 31,295 узла.

## История службы
«Касуми» и «Акацуки», как самые современные и совершенные эскадренные миноносцы японского флота, состояли в 1-м отряде истребителей.
К началу 1904 года была проведена модернизация по доведению до уровня более современных эсминцев типа «Харусамэ» (замена носового 57-мм орудия на 76-мм, установка радиостанции).
В ночь на 9 февраля 1904 года оба корабля этого типа участвовали в нападении на русские корабли на внешнем рейде Порт-Артура, что ознаменовало начало русско-японской войны. Несмотря на недостаточную продуманность плана нападения, отряд японских истребителей провел атаку успешно. Торпедами «Акацуки» и «Касуми» были тяжело повреждены броненосец «Цесаревич» и крейсер «Паллада», ответный же огонь русских кораблей оказался безрезультатен.
В ночь на 10 марта 1904 года произошёл известный бой, в ходе которого четыре японских истребителя 1-го отряда, следуя к Порт-Артуру, наткнулись на русские эсминцы «Выносливый», «Внимательный», «Властный» и «Бесстрашный». После обмена безрезультатными торпедными залпами, завязалась артиллерийская дуэль, в ходе которой были повреждены «Касуми», «Акацуки», «Выносливый» и «Властный». Через 15 минут после начала сражения противники потеряли друг друга в темноте. Всего в японские корабли за время боя попало 18 снарядов, погибло 7 человек и 10 было ранено.
17 мая 1904 года в 22 часа в 8 милях юго-западнее полуострова Ляотешань «Акацуки» подорвался на русской мине и мгновенно затонул. Погибло 23 члена экипажа(включая командира), ещё 36 было спасено эсминцами отряда.
«Касуми» в составе 3-го отряда истребителей участвовал в Цусимском сражении. В 1913 году из-за ненадёжности котлов он был исключён из состава флота. Затем его использовали в качестве корабля-цели и в 1920 году сдали на слом.

## Представители серии
| Название                        | Место постройки                            | Заложен              | Спущен на воду       | Вступил в строй      | Судьба                                                                                      |
| ------------------------------- | ------------------------------------------ | -------------------- | -------------------- | -------------------- | ------------------------------------------------------------------------------------------- |
| Акацуки (яп. 暁 заря)           | Yarrow Shipbuilders, Клайд, Великобритания | 10 декабря 1900 года | 13 февраля 1901 года | 14 декабря 1901 года | Подорвался на мине у Порт-Артура 17 мая 1904 года, исключён из списков 19 октября 1905 года |
| Касуми (яп. 霞 туманная дымка ) | Yarrow Shipbuilders, Клайд, Великобритания | 1 февраля 1901 года  | 23 января 1902 года  | 14 февраля 1902 года | Разоружён в апреле 1913 года, сдан на слом в 1920 году                                      |